# Підводні човни типу VII
| ДПЧ типу VII                       | ДПЧ типу VII                                | ДПЧ типу VII                                |
| ---------------------------------- | ------------------------------------------- | ------------------------------------------- |
| U-Boot-Klasse VII                  |                                             |                                             |
|                                    |                                             |                                             |
| U-995 типу VII C 41 (музей в Лабе) |                                             |                                             |
| Під прапором                       | Третій рейх                                 | Третій рейх                                 |
| Проєкт                             |                                             |                                             |
| Тип ПЧ                             | Средній ДПЧ                                 | Средній ДПЧ                                 |
| Вартість                           | 500 000 рейхсмарок                          | 500 000 рейхсмарок                          |
| Основні характеристики             |                                             |                                             |
| Швидкість (надводна)               | 16,7 — 18,7 вузлів                          | 16,7 — 18,7 вузлів                          |
| Швидкість (підводна)               | 7,3 — 8 вузли                               | 7,3 — 8 вузли                               |
| Робоча глибина занурення           | 220—250 м                                   | 220—250 м                                   |
| Гранична глибина занурення         | 230—260 м                                   | 230—260 м                                   |
| Автономність плавання              | 45 днів                                     | 45 днів                                     |
| Екіпаж                             | 48 — 52 особи                               | 48 — 52 особи                               |
| Розміри                            |                                             |                                             |
| Довжина найбільша (по КВЛ)         | 64,5 — 67,1 м                               | 64,5 — 67,1 м                               |
| Ширина корпусу найб.               | 5,85 — 6,2 м                                | 5,85 — 6,2 м                                |
| Середня осадка (по КВЛ)            | 4,4 — 4, 74 м                               | 4,4 — 4, 74 м                               |
| Водотоннажність надводна           | 626—769 т                                   | 626—769 т                                   |
| Озброєння                          |                                             |                                             |
| Артилерія                          | C35 88 мм/L45, 220 снарядів                 | C35 88 мм/L45, 220 снарядів                 |
| Торпедно- мінне озброєння          | 4 носових та 1 кормовий ТА, 11-14 торпед    | 4 носових та 1 кормовий ТА, 11-14 торпед    |
| ППО                                | різне, в основному на базі 2×C30 20 мм Flak | різне, в основному на базі 2×C30 20 мм Flak |
| Зображення на Вікісховищі          |                                             |                                             |

Підводні човни типу VII — серія підводних човнів, які використовувалися німецьким ВМФ під час Другої світової війни (1939—1945 рр). Найсерійніший тип підводних човнів в історії. Із замовлених крігсмаріне 1050 підводних човнів цього типу в період з 1935 по 1945 рік в дію увійшли 703 човни семи модифікацій: 10 човнів модифікації VII A, 24 — модифікації VII B, 572 — модифікації VII C, 87 — модифікації VII C/41, 0 — модифікації VII C/42, 6 — модифікації VII D та 4 човни модифікації VII F:14.

## Конструкція

### Конструкція корпусу
Підводні човни типу VII були півторакорпусними. До основного (міцного) корпусу, що мав діаметр 4,7 м в районі центрального поста, приварювались бортові булі, палубна надбудова з огорожею рубки, носова і кормова краї. Товщина міцного корпусу становила 18,5 мм в його центральній частині, 22 мм у місці з'єднання його з рубкою і 16 мм в краях. Завдяки значній товщині міцний корпус човнів VII серії міг не тільки витримувати забортовий тиск на глибинах до 250—300 м, але і протистояти снарядам малокаліберної артилерії своїх супротивників. На повоєнних випробуваннях трофейних німецьких човнів було встановлено, що міцний корпус підводних човнів типу VII захищав субмарину і її екіпаж від 20 — і 23-мм снарядів будь-яких типів і 37-мм осколково-запально-трасуючих снарядів, і лише конструкції легкого корпусу могли при цьому пошкоджуватися.
Простота конструкції човнів VII серії дозволяла здійснювати будівництво човнів великими серіями. Міцний корпус «сімок» зварювався з восьми секцій: шести секцій у вигляді зігнутих сталевих листів, зварених циліндрами, і двох секцій по краях (носова і кормова), зварюваних з трьох листів кожна. Будівництво корпусу велося за наступною схемою. Секції міцного корпусу встановлювалися на зліп заводським краном. Далі секції приваривалися одна до одної, після чого до міцного корпусу приварювалась рубка. У секції позаду рубки будівельники залишали великий отвір і через нього послідовно завантажували всередину корпусу механізми і прилади. Після установки дизелів, які завжди завантажували останніми, отвір заварювали. Пластини, що знімаються при будівництві не використовувалися:19.
Корпус підводних човнів серії з допомогою легких плоских перебірок, розрахованих тільки на надводну аварію, поділявся на шість відсіків:
1. Носовий торпедний відсік служив місцем розміщення чотирьох торпедних апаратів (по 2 апарата в двох вертикальних рядах), а також шести запасних торпед, чотири з яких розміщувалися під палубним настилом і дві уздовж бортів підводного човна. У відсіку було розташовані спеціально навантажувальний і внутрішньотранспортний пристрої. Відсік був житловим, всередині відсіку уздовж кожного борту були розміщені три пари двоярусних відкидних ліжок. Поки розташовані вздовж бортів човна торпеди залишалися незарядженими в торпедні апарати відкинути ліжка верхнього ярусу було неможливо, тому морякам доводилося спати на чужих місцях або прямо верхи на торпедах. У днища відсіку (під запасними торпедами) розташовувалися носові диферентна і дві торпедозаміщувальні цистерни і привід ручного управління носовими горизонтальними рулями.
2. Носовий житловий відсік ділився тонкою переборкой і дверима на дві частини. Носове приміщення менших розмірів було житловим для чотирьох фельдфебелів. В цьому ж приміщенні знаходився маленький гальюн. У другому приміщенні, призначеному для житла офіцерів, розташовувалися чотири двоярусні ліжка, далі у переборці центрального поста по лівому борту розміщувалася каюта командира, яка відокремлювалася від проходу шторою. Каюта була дуже маленькою, з меблів в ній містилися вбудована в обшивку стіни шафка, відкидний столик і ліжко командира. Навпроти каюти командира були розташовані бойові пости акустика і радиста, тому «навіть лежачи на своєму ліжку командир просто не міг не бути в курсі всього, що відбувається на човні»[1]:20. Під палубним настилом відсіку перебувала носова група акумуляторних батарей (62 елемента), балони системи повітря високого тиску і артилерійський погріб.
3. Центральний пост служив відсіком-притулком і відділявся від інших відсіків сферичними перегородками, які могли витримати тиск до 10 атмосфер з боку угнутості. У відсіку були зосереджені всі системи управління кораблем: зенітний і командирський перископи, пости керування клапанами вентиляції і кінгстонами, вертикальними і горизонтальними рулями з електричними приводами дистанційного керування. У відсіку знаходився бойовий пост штурмана і штурманське обладнання. Відсік був обладнаний допоміжними механізмами: двома насосами і гідравлічним двигуном піднімання перископів; уздовж бортів відсіку були розміщені цистерни питної води та гідравлічного масла. Прямо під центральним постом розташовувалася міцна баластна цистерна об'ємом 47,7 м3, по обидві сторони від неї знаходилися паливні цистерни. Над центральним постом перебувала вузька бойова рубка, в якій розміщувався бойовий пост командира під час проведення торпедної атаки. Бойовий пост являв собою відкидне крісло, що оберталося разом з командирським перископом, поруч розташовувався лічильно-вирішальний прилад управління торпедної стріляниною і репітер гірокомпаса[1]:21.
4. Кормовий житловий відсік включав чотири пари ліжок для унтер-офіцерів, камбуз, другий гальюн, а також другу електричну підстанцію. Під палубним настилом відсіку перебувала друга група акумуляторної батареї (62 бака-елемента), кілька балонів системи повітря високого тиску і одна паливна цистерна. Відсік пов'язував центральний пост з камбузом, дизельним і електродвигунному відсіками, і через постійний шум і метушню німецькі підводники називали відсік «Потсдамською площею».
5. У дизельному відсіку, займаючи майже весь його об'єм, над палубним настилом були розташовані два дизеля. Крім цього, у відсіку розміщалися балони з стисненим повітрям (для запуску дизелів) і балон з діоксидом вуглецю для гасіння пожеж. В нижній частині відсіку знаходилися масляні цистерни.
6. В електродвигунному (кормовому торпедному) відсіку розміщалися два електродвигуна, торпедний апарат і два компресора повітря високого тиску (по лівому борту — електричний, по правому борту — дизель-компресор Юнкерса). Тут же розміщувалися пости енергетики та ручного управління вертикальними і кормовими горизонтальними рулями, запасна торпеда (під палубним настилом), а ближче до корми — кормова диферентна і торпедозаміщувальна цистерни. В даху відсіку був спеціальний торпедопогрузочний люк. До кінця Другої світової війни у відсіку був встановлений метальник імітаційних патронів Больда, що мав вигляд труби невеликого діаметра, обладнаної передньою і задньою кришками[1]:24.

Надбудова і краї легкого корпусу субмарини служили місцем розміщення ряду систем і механізмів: гідрофонів гідроакустичної станції, шпильового пристрою і якоря, чотирьох водонепроникних пеналів для зберігання надувних плотів, комплекту маскувальних сіток, водонепроникних кранців перших пострілів до 88-мм зенітних гармат, шахти подачі повітря до дизелів, вихлопних клапанів і глушників дизелів, балонів системи повітря високого тиску, а також двох водонепроникних пеналів для зберігання запасних торпед, один з яких знаходився попереду, а один позаду огорожі рубки (у пеналах могли перебувати тільки торпеди G7a). Палуба надбудови обшивалася дерев'яними дошками. Особовий склад верхньої вахти, зенітні гармати, нерухомі і висувні пристрої розміщувалися на огорожі рубки з містком. Позаду бойової рубки (всередині огорожі) був розміщений повітрозабірник шахти подачі повітря до дизелів і кранці перших пострілів зенітних гармат.

### Силова установка
Силова установка підводних човнів типу VII складалася з двох шестициліндрових чотиритактних дизелів марки F46 фірми Germaniawerft, на деяких човнах встановлювалися аналогічні двигуни марки M6V 40/46 фірми MAN з механічним наддувом Бюхі (дизелі фірми «Germaniawerft» вважалися більш надійними, але менш економічними) . На підводних човнах модифікації A потужність дизелів становила 1160 к. с., на всіх наступних — 1400 к. с. Потужність силової установки забезпечувала човнам максимальну швидкість ходу під дизелями в 16,9 вузла, а під дизелями і електромоторами — 17,4 вузла:25.
У лютому 1944 року було розпочато оснащення підводних човнів типу VII пристроями для роботи дизелів під водою (шнорхелями):26.
Для підводного руху підводних човнів типу використовувалися два двохякірні електродвигуни виробництва фірм «Сіменс», «АЕГ» або «Браун-Бовері» потужністю 375 к. с. Електродвигуни і дизеля з'єднувалися з лінією вала за допомогою механічних муфт. Акумуляторна батарея складалася з 124 елементів типів 27-MAK 800W, пізніше 33-MAL 800W, зведених у дві групи. Кожна група розміщувалася в ямах з герметичним настилом з індивідуальною вентиляцією елементів.
Внутрішні паливні цистерни вміщували нормальний запас палива — 62,14 т дизельного палива. Повний запас палива, що розміщувався в паливних та паливно-баластових цистернах човна, становив 105,3 т, а максимальний паливний запас (з урахуванням об'єму зрівняльної цистерни) досягав 113,47 т. Максимальний запас прісної води — 3,8 т, масла — 6 т, запас кисню в балонах системи високого тиску — 50 л.
Автономність всіх торпедних човнів модифікацій в середньому знаходилась в межах 40 діб. На 10-вузловому ходу дальність плавання човнів досягала 8500 морських миль, а при роботі дизель-електричної передачі зростала до 9700 морських миль. Дальність підводного плавання залежала від типу акумуляторів і становила 130 миль при швидкості 2 вузла, або 80 миль при швидкості 4 вузли.

### Система занурення і спливання
Прийом головного баласту здійснювався в п'ять цистерн, одна з яких (№ 1) розміщувалася в легкому корпусі в кормі, дві цистерни (№ 2 і 4) розміщувалися в бортових булях, одна цистерна (№ 3) в 3-му відсіку всередині міцного корпусу, остання цистерна (№ 5) розташовувалася в носовій частині (там же знаходилася цистерна швидкого занурення). У трьох баластних цистернах (№ 2, 4, 5) могло зберігатися паливо. Цистерни головного баласту, за винятком середньої групи, були безкінгстонними, управління клапанами вентиляції здійснювалося з центрального поста. Між цистернами № 2 і 4 знаходилися дві паливно-баластні цистерни невеликого розміру, вирівнююча цистерна, бортова цистерна плавучості. Арматура системи повітря високого тиску, що збиралася з сталевих труб, не була розрахована на тривалу експлуатацію. Загальний об'єм балонів повітря високого тиску, стисненого під тиском 205 кг/см2 — 3,46 м3 (з 1944 року підвищено до 5,2 м3). Поповнення запасів ВВД здійснювалося за допомогою двох шестилітрових компресорів (дизельного і електричного). Осушувально-диферентовна система човна складалася з відцентрового і поршневого насосів продуктивністю 30 і 18 т/год відповідно.

## Модифікації

### Тип VII A
Підводні човни типу VII A розроблялися в період з 1933 по 1934, і з 1935 по 1937 рік на верфях Кіля і Бремена було побудовано 10 підводних човнів цього типу.
Ці човни були першими в серії човнів принципового нового типу, відомого як Тип VII. Цей тип значно перевершував за своїми характеристиками човни типу II, човнам типу VII належало стати «робочою конячкою» крігсмаріне у Другій світовій війні.
Човни цього типу мали 5 торпедних апаратів (4 на носі і 1 на кормі), і несли 11 торпед. Крім того, човни озброювалися ефективною і скорострільною 88-мм гарматою з боєкомплектом у 220 пострілів, до складу якого входили бронебійні, фугасні та освітлювальні снаряди.
Всі, крім двох підводних човнів типу VII A (U-29 і U-30 були затоплені своїми екіпажами 4 березня 1945 року в затоці Кюмпфермен), втрачені в боях під час Другої світової війни.

#### Технічні характеристики VII A
- Довжина (м) — 64,51 (загальна), 45,50 (міцний корпус)
- Ширина (м) — 5,85 (загальна), 4,70 (міцний корпус)
- Висота — 9,50 м.
- Потужність (к/с) — 2310 (на поверхні), 750 (в зануреному вигляді)
- Швидкість (вузол) — 17 (на поверхні), 8,0 (в зануреному вигляді)
- Дальність (миль/вузол) — 6200/10 (на поверхні), 94/4 (в зануреному вигляді)
- Торпеди — 11 шт.
- Торпедні апарати — 4 носових, 1 кормовий
- Міни — 22 шт.
- Палубна гармата — 88/45 мм, 160 снарядів
- Екіпаж — 42-46 осіб
- Максимальна глибина занурення — 220 м.

### Тип VII B

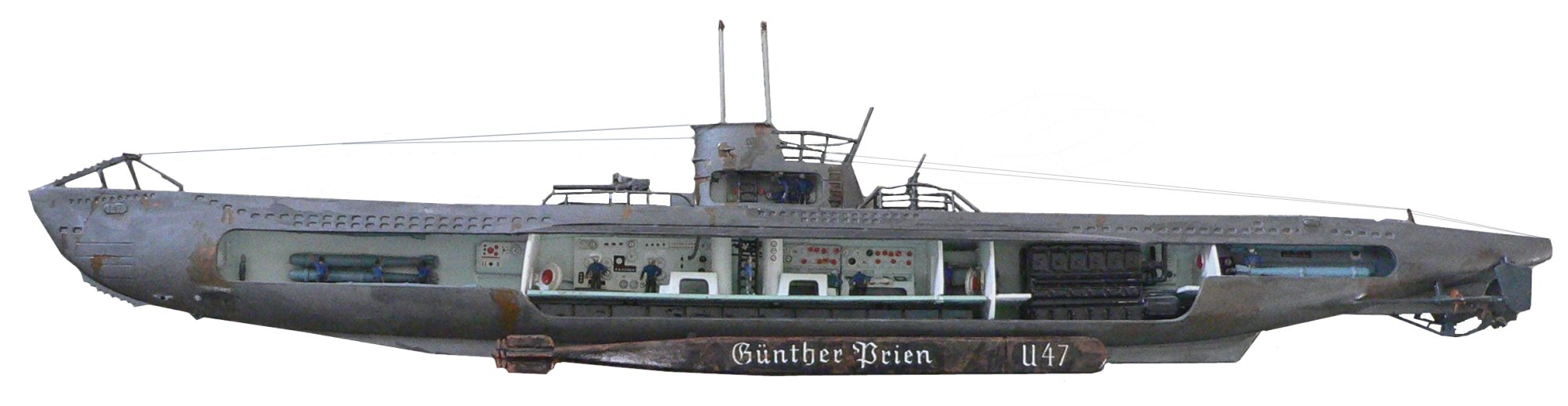
Підводний човен U-47 типу VII B

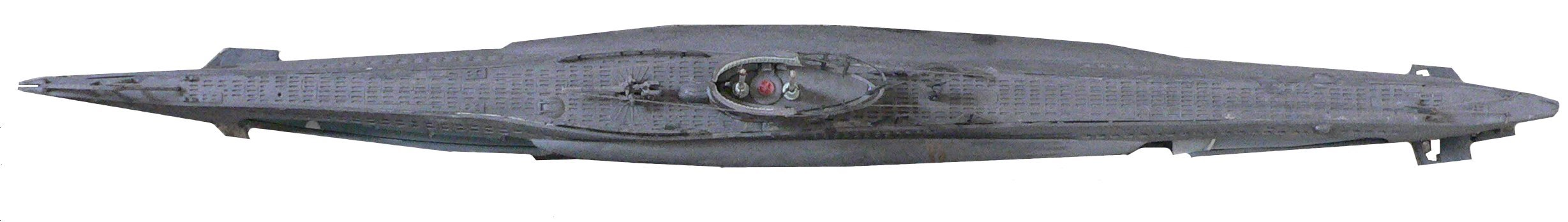

Підводні човни типу VII B — в період з 1936 по 1941 рік було вироблено 24 човни цього типу.
Реальний недолік підводних човнів попереднього типу VII A складався в недостатньому об'ємі паливних цистерн. Цей недолік був усунутий ПЧ типу VII B, які мали додаткові 33 тонни палива у зовнішніх резервуарах, що призвело до збільшення дальності дії човнів приблизно на 2500 морських миль при швидкості 10 вузлів. Вони були значно потужніші і майже на вузол швидші в надводному положенні, ніж човни типу VII A. Ці човни (і всі наступні проєкти) мали два керма замість одного, наявного на VII A, які додавали човні маневреності.
Човни типу VII B мали те ж саме озброєння, що і тип VII A — 4 носові торпедні апарати і один кормовий торпедний апарат. ПЧ U-83 був єдиним типом VII B без кормового торпедного апарату. Головною відзнакою в озброєнні було те, що на човен можна було погрузити 3 додаткові торпеди. У підсумку на ПЧ типу VII B перебувало 14 торпед. Подальший розвиток цього типу призвів до розробки типу VII C з кількома вдосконаленнями. Човни модифікації VII B виявилися найшвидшими з усіх човнів типу VII і в основному вони діяли під час найсприятливішого періоду Битви за Атлантику. До модифікації VII B відносяться легендарні та результативні U-47 Пріна, U-99 Кречмера, U-100 Шепке і U-48, що послідовно ходила під командуванням Шульце, Резінга і Блейхродта, які стали кавалерами Лицарського залізного хреста і зробили U-48 найрезультативнішою субмариною Другої світової війни.

#### Технічні характеристики VII B
- Довжина (м) — 66,50 (загальна), 48,80 (міцний корпус)
- Ширина (м) — 6,20 (загальна), 4,70 (міцний корпус)
- Висота — 9,50 м.
- Потужність (к/с) — 3200 (на поверхні), 750 (в зануреному вигляді)
- Швидкість (вузол) — 17,9 (на поверхні), 8,0 (в зануреному вигляді)
- Дальність (миль/вузол) — 8700/10 (на поверхні), 90/4 (в зануреному вигляді)
- Торпеди — 14 шт.
- Торпедні апарати — 4 носових, 1 кормовий
- Міни — 26 шт.
- Палубна гармата — 88/45 мм, 160 снарядів
- Екіпаж — 44-48 осіб
- Максимальна глибина занурення — 220 м.

### Тип VII C
Човни типу VII C були «робочими конячками» німецького підводного флоту. Всього в період з 1940 по 1945 було побудовано 568 субмарин типу VII C. Човни цього типу будувалися протягом усієї війни. Першим підводним човном цього типу став U-69 у 1940 році. Човни типу VII C були ефективними бойовими машинами і використовувалися повсюдно, хоча радіус їх дії був меншим, ніж у субмарин Типу IX.
Тип VII C був трохи модифікованою версією успішного типу VII B. Він мав дуже схожі двигуни і потужність, але був більшим і важчим, що робило його менш швидкісним ніж тип VII B. Багато субмарин цього типу оснащувалися шноркелем в 1944 і 1945 роках.
Вони мали таке ж розташування торпедних апаратів як і в попередників, за винятком U-72, U-78, U-80, U-554 і U-555, які мали тільки 2 носових ТА, а також U-203, U-331, U-351, U-401, U-431 та U-651, які не мали кормових ТА.

### Тип VII C у варіанті ППО
Однією з модифікацій типу VII C стали човни ППО (позначалися як U-Flak).
З посиленням патрульної авіації союзників у Біскайській затоці виникла потреба в човнах ППО. Було переобладнано 4 човни: U-441, U-256, U-621 і U-951. Незавершена була модернізація U-211, U-263 та U-271.
Модернізація полягала в установці нової ходової рубки з двома 20-мм і однієї 37-мм зенітними установками. Човни такого типу повинні були діяти тільки в межах Біскайської затоки.
Всі човни до 1944 року були повернуті в первозданний стан. Ними було збито 6 літаків (3 збила U-441 і по одному U-256, U-621 і U-951).

### Тип VII C/41

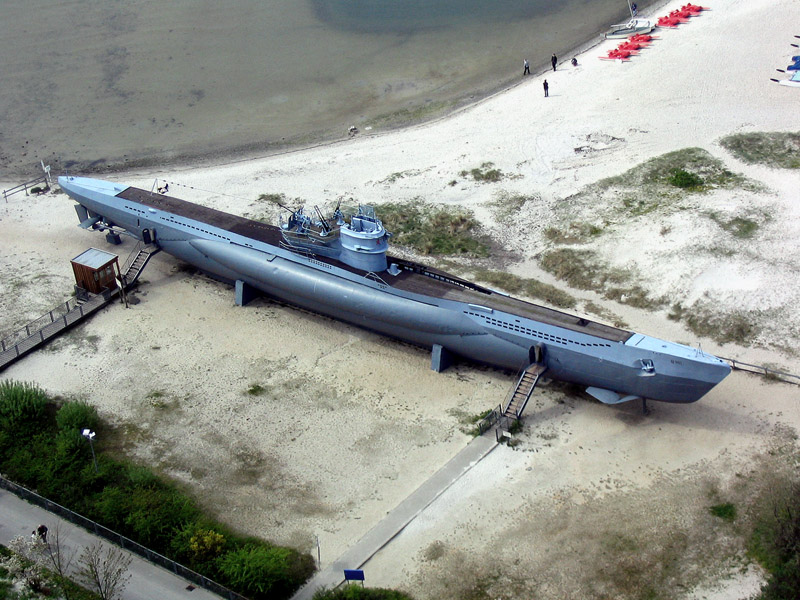
Тип VII C/41 U-995

Тип VIIC 41 був трохи модифікованою версією успішного типу VII C і мав те ж саме озброєння і двигуни. Відмінності полягали в деякому перекомпонуванні механізмів енергетичної установки, яке дозволило заощадити 11,5 тонн, витрачених на збільшення товщини міцного корпусу з 18 до 21,5 мм. Це дозволило збільшити робочу глибину занурення з 100 до 120 метрів, а розрахункову глибину руйнування корпусу — з 250 до майже 300 метрів. Всього було побудовано 91 човен.
Сьогодні один човен Типу VII C/41 все ще існує: U-995 демонструється в морському музеї міста Лабе (на північ від Кіля), єдиний човен типу VII, що залишився у світі.

### Тип VII C/42
Тип VII C/42 розроблявся в 1942—1943 роках для заміни застарілого типу VII C. Човни цього типу повинні були мати посилений міцний корпус, з товщиною стінок до 28 мм, і повинні були занурюватися вдвічі глибше ніж човни попереднього типу VII C. Ці човни зовні повинні були бути дуже схожі на тип VII C/41 але з двома перископами в рубці і із збільшеною на 2 одиниці боєкомплектом торпед.
Був підписаний контракт на будівництво 164 човнів і кілька човнів було спущено на воду, але всі вони були відмінені 30 вересня 1943 для запуску будівництва нового типу XXI, і жоден човен не був добудований.
Вони оснащені такими ж двигунами як і тип VII C.

### Тип VII D
Човни типу VII D, які проєктувалися в 1939 і 1940, були подовженою версією ПЧ типу VII C з трьома рядами вертикальних шахт (по п'ять у кожному ряду) за рубкою, подібно сучасним субмаринам з балістичними ракетами, тільки замість ракет ці шахти були призначені для викиду мін.
У надводному положенні човен рухався за допомогою двох форсованих, 6-циліндрових, 4-тактних дизельних двигунів Germaniawerft F46 сумарною потужністю 3 200 к. с. (2 400 кВт) при 470—490 об/хв.
У підводному положенні використовувалися два електромотори AEG GU 460/8-276 сумарною потужністю 750 к. с. (560 кВт) при 285 об/хв.
Ці субмарини не були дуже успішними: під час війни вижила тільки одна; решта п'ять затонули разом з екіпажем.

### Тип VII F
Проєкт VII F був розроблений в 1941 році як торпедний транспорт. Човни цього типу були самими великими і важкими човнами типу VII. Вони не озброювалися палубною гарматою, як всі інші човни типу VII. У варіанті торпедного транспорту човен мів нести до 39 торпед. Як звичайний бойовий — стандартні 14.
Усього було побудовано 4 човни типу VII F. Дві з них, U-1062 і U-1059, були відправлені в якості підтримки на Далекий Схід; U-1060 і U-1061 відправлені в Атлантику.

#### Технічні характеристики VII F
- Довжина (м) — 77,63 (загальна), 60,40 (міцний корпус)
- Ширина (м) — 7,30 (загальна), 4,70 (міцний корпус)
- Висота — 9,60 м.
- Потужність (к/с) — 3200 (на поверхні), 750 (занурене)
- Швидкість (вузол) — 17,6 (на поверхні), 7,9 (занурене)
- Дальність (миль/вузол) — 8700/10 (на поверхні), 90/4 (занурене)
- Торпеди — 14 шт.
- Торпедні апарати — 4 носових, 1 кормовій
- Міни — немає
- Палубне озброєння — немає
- Екіпаж — 46-52 людини
- Максимальна глибина занурення — 200 м.

## Порівняльні характеристики
| Тип                               | VII A                         | VII B                         | VII C                         | VII C/41                      | VII C/42                      | VII D                                                               | VII F                                                       |
| --------------------------------- | ----------------------------- | ----------------------------- | ----------------------------- | ----------------------------- | ----------------------------- | ------------------------------------------------------------------- | ----------------------------------------------------------- |
| Водотоннажність надводна, т       | 626                           | 753                           | 769                           | 769                           | 999                           | 965                                                                 | 1084                                                        |
| Водотоннажність підводна, т       | 745                           | 857                           | 871                           | 871                           | 1099                          | 1080                                                                | 1181                                                        |
| Довжина загальна, м               | 64,5                          | 66,6                          | 67,1                          | 67,1                          | 68,7                          | 76,9                                                                | 77,6                                                        |
| Довжина міцного корпусу, м        | 44,5                          | 48,8                          | 50,5                          | 50,5                          | 50,9                          | 59,8                                                                | 60,4                                                        |
| Ширина загальна, м                | 5,85                          | 6,2                           | 6,2                           | 6,2                           | 6,85                          | 6,4                                                                 | 7,3                                                         |
| Ширина міцного корпусу, м         | 4,7                           | 4,7                           | 4,7                           | 4,7                           | 5                             | 4,7                                                                 | 4,7                                                         |
| Осадка, м                         | 4,4                           | 4,74                          | 4,74                          | 4,74                          | 5                             | 5                                                                   | 4,9                                                         |
| Потужність надводна, кВт          | 1700                          | 2400                          | 2400                          | 2400                          | 2400                          | 2400                                                                | 2400                                                        |
| Потужність підводна, кВт          | 560                           | 560                           | 560                           | 560                           | 560                           | 560                                                                 | 560                                                         |
| Швидкість(надводна)               | 17 вузлів (31 км/год)         | 17,9 вузлів (33 км/год)       | 17,7 вузлів (33 км/год)       | 17,7 вузлів (33 км/год)       | 18,6 вузлів (34 км/год)       | 16,7 вузлів (31 км/год)                                             | 17,6 вузлів (33 км/год)                                     |
| Швидкість (підводна)              | 8 вузлів (15 км/год)          | 8 вузлів (15 км/год)          | 7,6 вузлів (14 км/год)        | 7,6 вузлів (14 км/год)        | 7,6 вузлів(14 км/год)         | 7,3 вузлів(14 км/год)                                               | 7,9 вузлів(15 км/год)                                       |
| Дальність плавання (надводна), км | 11 470                        | 16 095                        | 15 170                        | 15 725                        | 23 310                        | 20 720                                                              | 27 195                                                      |
| Дальність плавання (підводна), км | 175                           | 175                           | 150                           | 150                           | 150                           | 130                                                                 | 140                                                         |
| Максимальна робоча глибина, м     | 220                           | 220                           | 230                           | 250                           | 270                           | 200                                                                 | 200                                                         |
| Гранична глибина занурення, м     | 230—250                       | 230—250                       | 250—295                       | 275—325                       | 350—400                       | 220—240                                                             | 220—240                                                     |
| Екіпаж, осіб                      | 42—46                         | 44—48                         | 44—52                         | 44—52                         | 44—52                         | 46—52                                                               | 46—52                                                       |
| Палубна гармата                   | C35 88 мм/L45 із 220 зарядами | C35 88 мм/L45 із 220 зарядами | C35 88 мм/L45 із 220 зарядами | C35 88 мм/L45 із 220 зарядами | C35 88 мм/L45 із 220 зарядами | C35 88 мм/L45 із 220 зарядами                                       | -                                                           |
| ППО                               | C30 20 мм                     | C30 20 мм                     | Різне                         | Різне                         | Різне                         | 2×C30 20 мм із 4380 патронами                                       | 3,7 см Flak зі 1195 патронами 2×C30 20 мм із 4380 патронами |
| Носові ТА                         | 4                             | 4                             | 4                             | 4                             | 4                             | 4                                                                   | 4                                                           |
| Кормові ТА                        | 1                             | 1                             | 1                             | 1                             | 1                             | 1                                                                   | 1                                                           |
| Торпеди (максимум)                | 11                            | 14                            | 14                            | 14                            | 16                            | 14                                                                  | 14 / 39                                                     |
| Міни                              | 22 TMA міни або 33 TMB міни   | 26 TMA мін                    | 26 TMA мін                    | 26 TMA мін                    | 26 TMA мін                    | 15 SMA мін у вертикальних шахтах та також 26 TMA мін або 39 TMB мін | ні                                                          |
| Кількість побудованих             | 10                            | 24                            | 568                           | 91                            | 0                             | 6                                                                   | 4                                                           |

## Знамениті представники
- U-47 — Гюнтер Прін
- U-48 — найрезультативніша
- U-99 — Отто Кречмер
- U-977 — замість капітуляції пішла в Аргентину. Нібито з Гітлером на борту.